# Distretto di Asutifi
Il distretto di Asutifi  (ufficialmente Asutifi District, in inglese) era un distretto della regione di Brong-Ahafo del Ghana.
Nel 2012 è stato soppresso, il territorio, ora parte della Regione di Ahafo è stato suddiviso nei distretti di Asutifi Sud (capoluogo: Hwidiem) e Asutifi Nord (capoluogo: Kenyasi). 